# سازمان حوضه آبخیز
سازمان‌های حوضه آبخیز (RBOs) سازوکارهای نهادی هستند که شرایط بهره‌برداری از زمین و منابع طبیعی و نیازهای مرتبط را در مدیریت آب دخالت داده و متقابلاً در مدیریت اراضی و مدیریت منابع طبیعی، ملاحظات بهره‌برداری از منابع آب را مد نظر قرار می‌دهند.
کارکردهای سازمان‌های حوضه آبخیز عبارتند از:
تنظیم مقررات آب، نظارت بر عملکرد، برنامه‌ریزی و مدیریت منابع، طراحی استراتژی‌های مدیریت منابع طبیعی، آموزش جوامع محلی آبخیز و اجرای برنامه‌های ساماندهی رودخانه‌ها و احیاء اراضی تخریب یافته. همچنین آنها می‌توانند در زمینه ایجاد همسویی، تسهیل‌گری و مدیریت تنازعات ایفای نقش کنند. سازمانهای مذکور با ماموریت‌های تخصصی توسط مراجع رسمی حکومتی راه اندازی می‌شوند و اغلب متأثر از تقاضاهای ذی‌نفع‌های حوضه می‌باشند.
ساختار و وظایف سازمانهای حوضه آبخیز پیوند نزدیکی با شرایط تاریخی و اجتماعی منطقه خود دارند. علاوه بر این، نحوه تلقی و پذیرش مفهوم مدیریت توسعه پایدار در بین ذی‌مدخل‌ها و اعضای سازمان، بر سازماندهی تشکیلات مذکور مؤثر خواهد بود.